# Поперечное (Юргинский район)
Поперечное — село в Юргинском районе Кемеровской области. Входит в состав Попереченского сельского поселения.

## География
Центральная часть населённого пункта расположена на высоте 200 метров над уровнем моря. Ближайший крупный город — Юрга. Через село проходит трасса М53 «Байкал». Расстояние до областного центра г. Кемерово 84км, до Юрги 34 км.

## Историческая справка
Русские поселенцы проникли в верховье речки Искитимки в 1715 году и на высоком правом берегу обосновали поселение, которое по преданию первоначально называлось Алексеевка. А со временем поселение пополнилось новыми переселенцами и стал заселяться левый берег речки Искитимки. Когда к концу 18 в. в селе насчитывалось около 100 дворов с населением около 400 душ, поселение было переименовано в Поперечный Искитим, т.е посёлок пересекала р. Искитимка. Как и все русские поселения быстро росли, то и Попереченский Искитим вырос в большое село.Во время гражданской войны, бурное время пережило село и его жители. Через село под уборами частей Красной Армии проходили белогвардейцы , они забрали лошадей.Позднее его стали называть просто Поперечное.
Быстрому росту села способствовало то, что через село был проложен Кузнецкий тракт. Сухопутная дорога соединяла Томск с Кузнецком. По Кузнецкому тракту в те времена шли беспрерывным потоком обозы из Томска в Кузнецк и обратно. Из Томска везли хлеб и разного рода товары, поступавшие из центральных районов России. Из Кузнецка – железо, изделия из него, пушнину, медь, золото.В селе появились постоялые дворы, заезжие, появились свои ямщики. Основой хозяйства был извоз, богатые имели несколько пар лошадей и нанимались возить груз, широко использовали труд наёмных рабочих.В середине 17 века в селе на правом берегу реки Искитимки была построена церковь во имя святых Петра и Павла( по другим сведениям - в начале 19 века).В 1905 году при церкви открылась первая в селе школа. Занятия вел сначала дьякон (или иначе, псаломизик), а позднее поповская дочь Ульяна Степановна Савицкая.
20 июня 1914 г. в воинский лагерь, приезжал великий князь Алексей Романов. Местные власти решили в связи с этим событием переименовать село Поперечка в село Алексеевка. Однако после революции, в 1919 г. селу было возвращено прежнее название Поперечное (вместо Поперечка).
В 1926 г. население достигло 1630 человек 840 дворов.
В 1928 г. была создана первая коммуна «Победа».
В 1930 г. началась коллективизация, в селе было создано 2 колхоза: «Украина» и «Артполигон».
В начале 50-х все колхозы объединились в один – «Вперед к коммунизму».
В 1957 г. колхоз вливается в Арлюкский совхоз.
В 1963 г. из совхоза «Арлюкский» на базе отделения создается многоотраслевой совхоз «Прогресс» и центральной усадьбой стало с.Поперечное. В состав совхоза входили 4 отделения деревни Каип, Любаровка, Мариновка, большой Улус, Зимник.
В 1932 г. было построено здание для школы – семилетки. Первым директором школы был Крашенинников Геннадий Венниаминович, который работал до 1965 года. Под его руководством в 1964 году построено новое школьное здание и открыта средняя школа. Заменил Крашенинникова Г.В. его бывший ученик – Креминский Федор Павлович.
В декабре 2005 года СПК «Прогресс» был ликвидирован и образован ООО «Агрохолдинг», который в свою очередь был ликвидирован в августе 2010 года.
В настоящее время официальное наименование муниципального образования - Попереченское сельское поселение. Территорию Попереченского сельского поселения составляют исторически сложившиеся земли населенных пунктов: с.Поперечное; д.Каип; д.Любаровка; д.Большой Улус; д.Мариновка; рзд.54 км.

## Население
Попереченского поселения на 01.01.2014 год составляет всего 1266 человек (из них в нетрудоспособном возрасте- 359 чел., дети до 18 лет - 268 чел.)